# STAND UP!! (矢沢永吉のアルバム)
『STAND UP!! 5 Years Realive Document』（スタンドアップ!!）は、矢沢永吉6作目のライブ・アルバム。1989年2月15日発売。

## 解説
ライブ・アルバムは『1982 P.M.9 LIVE』（1983年3月26日発売）以来6年ぶり。サブタイトルのとおり、1984年 - 1988年の5年間のライブ音源より選曲。1985年12月19日の日本武道館公演から4曲選曲されたが、本作未収録「棕櫚の影に」はシングル『BELIEVE IN ME』（1986年5月25日発売）B面にて収録済である。オリコンチャート1位を獲得。

## 収録曲
全作曲：矢沢永吉（「FLASH IN JAPAN」除く）

### DISC.1
1. 共犯者[1]
  - 作詞：大津あきら
2. 傘[2]
  - 作詞：ちあき哲也
3. NO NO NO[2]
  - 作詞：ちあき哲也
4. くちづけが止まらない[1]
  - 作詞：さがらよしあき
5. 棕櫚の影に[3]
  - 作詞：西岡恭蔵
6. JEALOUSY[4]
  - 作詞：ちあき哲也
7. ROCK YOU HIGH[5]
  - 作詞：ちあき哲也
8. あの夜…[3]
  - 作詞：ちあき哲也
9. BELIEVE IN ME[2]
  - 作詞：ちあき哲也
10. SHE BELONGS TO HIM〈彼女は彼のもの〉[6]
  - 作詞：大倉洋一
11. メドレー:SEPTEMBER MOON〜雨のハイウェイ〜時間よ止まれ[2]
  - 作詞：ちあき哲也〜相沢行夫〜山川啓介
12. BALL AND CHAIN[3]
  - 作詞：ちあき哲也
13. YOKOHAMA二十才まえ[2]
  - 作詞：ちあき哲也
14. ニューグランドホテル[1]
  - 作詞：大津あきら
15. SHAMPOO[3]
  - 作詞：相沢行夫
16. LAST CHRISTMAS EVE[5]
  - 作詞：矢沢ファミリー

### DISC.2
1. ミスター・ギブソン[5]
  - 作詞：大倉洋一
2. 罪なデマ[5]
  - 作詞：ちあき哲也
3. グッド・タイム・チャーリー[3]
  - 作詞：ちあき哲也
4. LONG DISTANCE CALL[4]
  - 作詞：西岡恭蔵
5. YES MY LOVE[7]
  - 作詞：ちあき哲也
6. 逃亡者[2]
  - 作詞：西岡恭蔵
7. バイ・バイ・サンキュー・ガール[1]
  - 作詞：木原敏雄
8. A DAY[8]
  - 作詞：西岡恭蔵
9. さまよい[2]
  - 作詞：ちあき哲也
10. キャンディ[8]
  - 作詞：ちあき哲也
11. 安物の時計[2]
  - 作詞：松本隆
12. 苦い雨[4]
  - 作詞：西岡恭蔵
13. 止まらないHa〜Ha[2]
  - 作詞：ちあき哲也
14. ルイジアンナ[4]
  - 作詞：大倉洋一
15. FLASH IN JAPAN[5]
  - 作詞・作曲：Michael Lunn
16. 長い旅[2]
  - 作詞：山川啓介